# 文室忍坂麻呂
文室 忍坂麻呂（ふんや の おしさかまろ）は、奈良時代の貴族。大納言・文室浄三または大納言・文室大市の子か。官位は従五位上・因幡守。

## 経歴
天平神護3年（767年）従五位下に叙爵し、右大舎人頭に任ぜられる。
光仁朝では、伊予守・中務少輔・上野守を歴任し、天応元年（781年）の光仁上皇の崩御に当たっては、作路司を務めた。
桓武朝に入ると、天応2年（782年）左京亮、延暦2年（783年）造東大寺次官、延暦3年（784年）造長岡宮使、延暦4年（785年）木工頭と造営関係の京官を歴任。またこの間の延暦3年（784年）には長岡宮造営の功労により従五位上に昇叙されている。延暦5年（786年）因幡守に任ぜられ、再度地方官に転じた。

## 官歴
『続日本紀』による。
- 時期不詳：正六位上
- 天平神護3年（767年） 正月18日：従五位下。3月20日：右大舎人頭
- 宝亀2年（771年） 7月23日：伊予守
- 宝亀8年（777年） 正月25日：中務少輔
- 宝亀10年（779年） 11月28日：上野守
- 天応元年（781年） 12月23日：作路司（光仁上皇崩御）
- 天応2年（782年） 8月25日：左京亮
- 延暦2年（783年） 3月12日：造東大寺次官
- 延暦3年（784年） 6月10日：造長岡宮使。12月2日：従五位上
- 延暦4年（785年） 正月15日：木工頭
- 延暦5年（786年） 正月24日：因幡守
- 延暦8年（789年） 12月29日：山作司（高野新笠崩御）